# Ferdinand Hernlund
Carl Ferdinand Hernlund, född 17 augusti 1837 i Eksjö, död 18 juni 1902 i Medevi, Östergötlands län, var en svensk konstnär och tecknare som med kärlek och lyrisk värme skildrade  motiv från Kalmartrakten, Kolmården och Östgötaslätten. 
Han var son till rådmannen i Eksjö Johan Anton Hernlund och Anna Christina Stigell-Ulmgren och från 1875 gift med Lisen Fredrika Maria Lundvall. Hernlund visade tidigt anlag för konst och målade redan 1850 stadsbilder från Eksjö. Han arbetade från 1862 som teckningslärare vid Eksjö högre allmänna läroverk. Han reste till Stockholm där han kunde studera landskapsmålning för Per Daniel Holm samt under vistelser utomlands. Han vistades i Düsseldorf 1864–1865, Karlsruhe 1865–1866 och München 1874–1875. Med undantag av dessa resor var Hernlund bosatt i Stockholm. Han medverkade ett flertal gånger i Konstakademiens utställningar med landskapsmålningar från Småland och Östergötland. Han medverkade i utställningen som genomfördes vid Valands målarskolas invigning av den nya byggnaden 1886. Han valdes in som ledamot i Konstakademien 1887. Som illustratör illustrerade han bland annat Herman Hofbergs Svenska folksägner 1882 och Gustaf Edvard Fahlcrantz Vårt land 1888. Hernlund är representerad vid Nationalmuseum, Kungliga husgerådskammaren, Kalmar museum, Linköpings konstmuseum, Norrköpings konstmuseum och Jönköpings läns museum. En minnesutställning med 86 oljemålningar och akvareller av Hernlund visades på Östergötlands museum 1949. Makarna Hernlund är begravda på Norra griftegården i Linköping.